# Lucy Meredith Bryce
Lucy Meredith Bryce, född 1897, död 1968, var en australisk hematolog.
Nedslagskratern Bryce på planeten Venus är uppkallad efter henne.